# Brachyiulus argolicus
Brachyiulus argolicus är en mångfotingart som beskrevs av Karl Wilhelm Verhoeff 1900. Brachyiulus argolicus ingår i släktet Brachyiulus och familjen kejsardubbelfotingar. Inga underarter finns listade i Catalogue of Life.